# Кошлич, Павел Ефимович
Павел Ефимович Кошлич (1861—1922) — русский военный инженер и педагог, генерал-лейтенант, организатор строительства и директор Одесского кадетского корпуса (1915—1917).

## Биография
В службу вступил в 1881 году после окончания Киевского реального училища. В 1882 году после окончания Николаевского инженерного училища по I разряду произведён в  подпоручики и выпущен в 5-й сапёрный батальон. В 1886 году произведён в поручики.
В 1888 году после окончания  Николаевской инженерной академии по I разряду произведён в штабс-капитаны с назначением помощником начальника инженерной дистанции. В 1891 году произведён в капитаны. В 1900 году произведён в подполковники с назначением старшим инженером, ответственным за постройку зданий нового Одесского кадетского корпуса. В 1904 году за отличие по службе произведён в полковники и до 1905 года состоял штаб-офицером при Главном инженерном управлении.
С 1905 года переведён в Главное управление военно-учебных заведений с назначением инспектором классов Одесского кадетского корпуса. В 1910 году за отличие по службе произведён в генерал-майоры. С 1915 года и.д. директора и директор Одесского кадетского корпуса. В 1917 году  произведён в генерал-лейтенанты с увольнением в отставку.

## Награды
Был награждён всеми орденами Российской империи вплоть до ордена Святой Анны 1-й степени высочайше пожалованного ему 6 декабря 1916 года.